# جورج أرمسترونغ كاستر
جورج آرمسترونغ كاستر (بالإنجليزية: George Armstrong Custer)(5 ديسمبر/كانون الأول 1839 - 25 يونيو/حزيران 1876)
كَانَ كستر ضابطا في الجيشِ الأمريكيِ وقائدا لسلاحِ الفرسان في الحرب الأهلية الأمريكية والحروب الهندية. أما اليوم فلا يذكر إلا مرتبطا بالكارثة العسكرية في معركة لتل بيج هورن.
التحق كاستر بالكلية العسكرية الأميركية في 1858، ورغم تَخرّجه في المرتبة الأخيرة في صفِه فإن اندلاع الحرب الأهليةِ جعلت القيادة تستدعى كاستر للخِدْمَة بجيشِ الاتحاد.
حاز كاستر على سمعة قوية أثناء الحرب الأهليةِ. فقد قاتلَ في الاشتباك الرئيسيِ الأولِ في معركة Bull Run الأولى.
بعد الحرب الأهليةِ، أرسل كاستر إلى الغربِ ليخوض الحروب الهندية، هزيمته الساحقة في معركتِه النهائيةِ ألقت يظلالها على إنجازاتِه في الحرب الأهليةِ.
هُزِمَ كاستر وقُتِل في معركةِ لتل بيج هورن في 1876 في قتال ضدّ تَحَالُف قبائلِ من سكان أمريكا الأصليين والتي أصبحت تعرف في التأريخ الأمريكي بـ «وقفة كستر الأخيرة».

## الولادة والعائلة
ولد كاستر في New Rumley، أوهايو، وأمضى مُعظم طفولتِه مَع أخته غير الشقيقة في Monroe، مشيغان.

## الدراسة
بَعْدَ إنهائه للمدرسة العليا قام كاستر بالالتحاق بالأكاديمية العسكرية، حيث أخفقَ في أن يجعل نفسه مييزا في أي مجال.

## التخرج والحياة العملية
بعد عدة أيام من تخرجه في المرتبة الأخيرة في صفه، فَشلَ كاستر في واجبِه كرئيس للحرسِ في إيقاف مشاجرة بين طالبين عسكريين فتمت محاكمَته ولم ينقذه مِنْ العقابِ إلا الحاجةَ الملحة للضبّاطِ عند اندلاع الحرب الأهليةِ.
عمل كاستر بصورة جيّدةَ وبشكل مفاجئ في الحرب الأهليةِ. فقد قاتلَ في معركة Bull Run الأولى، وخَدمَ بمهارةِ وامتيازِ في حملات فرجينيا وغيتسبيرغ. وبالرغم من أن وحداتِه عَانتْ من إصابِات كثيرة—حتى بمعاييرِ الحرب الأهليةِ الداميةِ -- فإن هجومه الجرئ في المعركةِ أكسبَه احترامَ جنرالاتِه المشرفينِ ورفعه على نحو متزايد في أنظارِ الناس.
كما لعبت وحدات سلاح فرسانه دوراً حساساً في إجْبار قواتِ الجنرالِ روبرت إي. لي الإتحادية على التراجع. وامتنانا منه اشترى الجنرال فيليب شيريدان منضدةِ استسلامِ Appomatox وأهداها إلى كاستر وزوجته «إليزابيث بيكون كوستر».

## حرب الهنود
في يوليو/تموزِ مِنْ عام 1866 عين كاستر مقدّمَ لفرقة سلاحِ الفرسان السابعِة. وفي السَنَة التالية قادَ فرسانه في حملة مَخْتلطة ضدّ قبائل هنود الشيين في الجنوب.
في أواخر 1867 حوكم كاستر وأعفى مِنْ منصبه لمدّة سَنَة لتغيبه عن الواجبِ أثناء الحملةِ. وزعم كاستر بأنّه قد جعل منه كبش فداء لهذه الحملةً الفاشلة، وقد أقر الجنرال «فِل شريدان» صديقه القديم بذلك.
تم استدعاء كاستر إلى الخدمة ثانية في 1868 حيث هاجمِ في نوفمبر/تشرين الثّاني فرقةِ الزعيم الهندى Black Kettle على ضفاف نهرِ واشيتا.
أرسل كاستر عام 1873 إلى السهولِ الشماليةِ حيث شاركَ على الفور في بضعة مناوشات ضد قبائل لاكوتا في منطقةِ يلوستون. وفي السنة التالية قام كاستر بقيادة بعثة مكونة من 1,200 شخصِ إلى التلالِ السوداءِ، التي ضَمنتْ حكومة الولايات المتحدة ملكيتها لقبائل لاكوتا قبل ستّ سَنَواتِ فقط.
في 1876 تم إدراج اسم كاستر ضمن قادة الحملة ضِد قبائل لاكوتا سويّة مع الجنرالاتِ «جون غيبون» و«جورج كروك» وقد كاد أن يتم استبداله بالجنرال «ألفريد تيري» بتاء على توصية الرّئيس «أوليسيس إس. جرانت» إلا أن الإشمئزاز الشعبي أجبرَ جرانت لنَقْض قرارِه وانطلق كاستر غرباً للقاء قدرِه.
لقد كانت الخطة الأصلية لهَزيمة قبائل لاكوتا هو حصر الجزء الأكبر من أهالى قبائل لاكوتا والشيين بين قواتِ القادة الثلاث كروك وغيبون وكوستر لهزيمتهم هزيمة ساحقة.
تقدم كاستر بسرعة أكبر مما كَانَ قَدْ أُمِرَ ليَعمَلُ، واقتربَ مِنْ ما اعتقدَ أنه كَانَ قرية هندية كبيرة في صباحِ 25 يونيو/حزيران 1876. تقدّم كاستر السريع جعله في وضع متقدّم كثيراً على ألويةَ مشاةِ «غيبون» الأبطأ، بينما تم إجبار قوات الجنرالِ كروك على التراجع بواسطة الزعيم الهندى الجواد الجامح وفرقتِه عند Rosebud Creek.
إلى الأفق الذي بَدا له نصرا أَكيدا ومجيدا للولايات المتّحدة وله شخصيا، أمر كاستر بالهجوم الفوري على القريةِ الهنديةِ. ومحتقرا للمهارة العاليةِ العسكريةِ الهنديةِ قام كاستر بتقسيم قواته إلى ثلاثة أجزاءِ لضمان أن لايفر إلا أقل عدد من الهنود.
كَانَ الهجوم واحدة من أعظم مهازل الجيشِ الأمريكيِ، حيث أجبر آلاف من محاربى لاكوتا والشيين والأراباهو الوحدة التي يقودها كاستر على التراجع إلى حافة طويلة ترابية
موازية لـ ليتل بيغ هورن وأحاطت بها وأبادتها عن آخرها والمتكونة من 210 جندى وكان كاستر من ضمن القتلى.

## وصلات خارجية
- جورج أرمسترونغ كاستر على موقع الموسوعة البريطانية (الإنجليزية)
- جورج أرمسترونغ كاستر على موقع ميوزك برينز (الإنجليزية)
- جورج أرمسترونغ كاستر على موقع إن إن دي بي (الإنجليزية)